# Langa Tabiki
Langa Tabiki (en langue aluku, ndjuka et paramaka, signifie « île longue ») ou Langatabbetje (en néerlandais ou encore Langetabbetje de Lange Tabbetje, Sranantongo: Langatabiki) est une île et village qui se trouve sur le fleuve le Maroni dans le district de Sipaliwini au Suriname. C'est un lieu où habitent les Paramaka.

## Géographie
L'ïle de Langa Tabiki a un aérodrome tout au sud, près du saût Makou Soula, lui-même à moins de deux kilomètres au nord de l'autre saut Taou Soula. Elle est située au sud de l'île Lendina Tabiki. Elle est en face des confluences des affluents droits la Crique Déleng et la Crique Sissilia venant de la Guyane.